# عبد الله عثمان (لاعب كرة قدم بحريني)
عبد الله عثمان لاعب كرة قدم بحريني يلعب حاليا لصالح نادي الدرجة الأولى النجمة البحريني في خط الوسط.